# Sobere restjesmot
De sobere restjesmot (Ephestia unicolorella) is een vlinder uit de familie snuitmotten (Pyralidae). De wetenschappelijke naam is voor het eerst geldig gepubliceerd in 1881 door Staudinger.
De soort komt voor in Europa.